# Castillo de Castellbell
El castillo de Castellbell está situado sobre un cerro cercano en la población del Burés, en torno al cual el río Llobregat describe un meandro, en el municipio de Castellbell y Vilar de la comarca catalana del (Bages). Es lo que queda de una edificación gótica.

## Historia
Documentado desde el 979, recibía el nombre de Castell Belit. Este edificio de forma rectangular, con dos cuerpos más altos en los extremos, figuraba en la dote matrimonial de la condesa Ermesenda, esposa de Ramón Borrell. Fue propiedad de los Montcada en el siglo XIII, ya finales del siglo XIV pasaría a manos de Jaime Desfar, señor de Castellbell, Vacarisses y Rellinars. Durante el siglo XVIII fue restaurado, ya que las diversas destrucciones que sufrió habían hecho estragos, especialmente la del 1485, cuando los remensas lo ocuparon violentamente, arrancaron y quemaron las quince puertas de las cámaras y derribaron la mitad de la torre.
Lo que hoy se ve constituye la obra situada a poniente del patio central, ya que el resto fue destruida en 1719 por el propietario de entonces, José de Amat y de Junyent, segundo marqués de Castellbell, a fin de que no fuera ocupado por los migueletes. Actualmente queda sólo el edificio, sin ningún mueble. En el interior del recinto se encuentra la antigua cisterna que recogía el agua de la lluvia para abastecer el castillo y, también, las ruinas de la antigua capilla de Sant Miquel. A los pies del despeñadero están las ruinas de la iglesia románica de San Vicente del Castillo.